# Державний театр опери і балету Республіки Саха імені Д. К. Сівцева — Суоруна Омоллоона
Державний театр опери і балету Республіки Саха (Якутія) імені Д. К. Сівцева - Суоруна Омоллоона (рос. Государственный театр оперы и балета Республики Саха (Якутия) имени Д.К. Сивцева – Суоруна Омоллоона, якут. Д.К. Сивцев - Суорун Омоллоон аатынан Саха Өрөспүүбүлүкэтин Ил Опера уонна Балет театра) — державний театр опери та балету Республіки Саха (Якутія), розташований у столиці місті Якутську; один із найважливіших осередків культурного життя республіки, центр просвіти в галузі класичного мистецтва та національної композиторської творчості.

## Загальні дані
Державний театр опери і балету Республіки Саха (Якутія) імені Д. К. Сівцева - Суоруна Омоллоона міститься у спеціально зведеній за СРСР та функціональній будівлі за адресою:
пр. Леніна, буд. 46/1, м. Якутськ—677000 (Республіка Саха, Російська Федерація).
Функціоналістську будівлю театру було зведено в 1982 році, остання її реконструкція здійснена в 2000 році.
Глядацька зала театру розрахована на 646 місць. Параметри сцени — 14,0 (ширина) х 16,0 (глибина) х 20,0 (висота) метрів.
Директор закладу — заслужений працівник культури Республіки Саха (Якутія) Мєстніков Гаврило Гаврилович, головний режисер театру — заслужений артист Республіки Саха (Якутія) Неустроєв Прокоп Дмитрович.

## Історія

### Початки якутської опери
Від 1940 року розпочав свою роботу музично-вокальний колектив на базі державного хору Якутії, організованого основоположником якутської музичної культури М. М. Жирковим та балетної трупи. Хормейстером був В. П. Попов, загальне керівництво здійснював Т. П. Мєстніков, балетмейстери — С. В. Владіміров-Клімов та І. А. Каренін, концертмейстери П. К. Розинська та педагог з вокалу А. Костін, а також С. Джангваладзе, Г. Кривошапко. Серед відомих співаків цього колективу були А. Новгородова, Т. П. Мєстніков, М. М. Жирков, А. Єгорова, Є. Захарова, М. Харитонов, Г. Кокшарський.
У період 1944—48 років функціонував перший самостійний якутський музичний театр-студія. Результатом його діяльності стали перші в республіці постановки національних опери та балету: опери-олонхо «Нюргун Боотур» композиторів М. М. Жиркова і Г. І. Літинського (Москва) на основі однойменної музичної драми Д. Сивцева - Суорун Омоллона, та балету «Полевой цветок» за обробкою якутської народної казки «Стара Бейберікеен» (тих же авторів) у 1947 році. У 1948 році було поставлено балет Б. Асаф'єва «Бахчисарайський фонтан». Проте в подальшому аж до 1955 року музичні вистави в знову реорганізованому музично-драматичному театрі майже не ставилися.
Наступний етап відродження музично-вокального колективу театру розпочався з середини 1950-х років: з постановки нової редакції «Нюргун Боотура» в Якутську (1955), а потім у Москві з активною участю в Декаді якутської літератури і мистецтва (1957); з першими випусками якутської оперної студії при Уральській державній консерваторії, хореографічного відділення художньо-музичного училища; з появою наступної опери, ліричної за жанром, композитора Г. А. Григоряна «Лоокуут и Нюргусун». Раніше — 1957 року в Москві відбулася прем'єра театральної ораторії цього автора «Якутская праздничная». Таким чином, театр сприяв становленню національної композиторської школи.
У 1960-ті роки в репертуарі якутського музично-драматичного театру з'являються нові твори Г. Григоряна, Г. Літинського на якутські теми: перша оперета «Цветок Севера», опера «Красный шаман», балети «Алый платочек», «Радость Алтана». У 1964 році з величезним успіхом йшов балет Ж. Батуєва «Чурумчуку». У театрі почали працювати А. Єгорова як режисер, перший балетмейстер А. Мохотчунова, солісти балету Є. Степанова, К. Іванова, Г. Баішев, А. Попов, співаки О. Таразанов, А. Яковлєва, А. Соколовський, піаніст М. Слєпцов та інші.
Театр став ширше знайомити глядачів, слухачів з видатними творами російської та світової класики. У це десятиліття починаються перші гастролі балету, вокальної групи; від 1970 року — всього музичного колективу театру.

### Створення і розвиток держустанови
Нарешті в 1971 році закладові було присвоєно статус Державного Музичного театру, від якого власне і починає відлік сезонів Якутська опера.
У 1982 році театр переїхав у нову функціональну будівлю, в якій працює і в теперішній час.
У 2001 театрові присвоєно ім'я Д. К. Сівцева - Суоруна Омоллоона, народного письменника Якутії, автора багатьох оперних і балетних лібрето.
У теперішній час (2000-ні) вже традиційними для Державного театру опери і балету Республіки Саха (Якутія) імені Д. К. Сивцева - Суоруна Омоллоона стали участь у ряді фестивалів і оглядів, а також організація та проведення на власній базі низки культурних заходів, зокрема:
- Фестиваль музики Дж. Верді;
- Фестиваль класичного балету «Северный дивертисмент»[3] (від 1990 року);
- Всеросійський фестиваль класичного балету «Стерх»[4] (від 2000 року).

## Репертуар
У репертуарі Державного театру опери і балету Республіки Саха (Якутія) імені Д. К. Сівцева - Суоруна Омоллоона — національні (якутські), російські та світові опери і балети, як класичні, так і творчі експерименти, а також оперети і мюзикли: «Нюргун Боотур» М. М. Жиркова і Г. І. Літинського, «Лебедине озеро» П. І. Чайковського, «Ріголетто» Дж. Верді тощо.
Театр є майданчиком проведення визначних культурних та інших подій Республіки Саха (Якутія), зокрема традиційними на його сцені стали фестивалі, огляди, концерти майстрів мистецтв республіки.

## Виноски
1. ↑  Історія театру [Архівовано 3 травня 2007 у Wayback Machine.] на Вебсторінка театру [Архівовано 23 січня 2009 у Wayback Machine.] (рос.)
2. ↑  Державний театр опери і балету Республіки Саха (Якутія) імені Д. К. Сивцева - Суоруна Омоллоона[недоступне посилання з липня 2019] на Енциклопедія «Театральная Россия» (електронна версія) [Архівовано 12 червня 2010 у Wayback Machine.] (рос.)
3. ↑  Фестиваль класичного балету «Северный дивертисмент»[недоступне посилання з липня 2019] на Енциклопедія «Театральная Россия» (електронна версія) [Архівовано 12 червня 2010 у Wayback Machine.] (рос.)
4. ↑  Всеросійський фестиваль класичного балету «Стерх» [Архівовано 3 травня 2007 у Wayback Machine.] на Вебсторінка театру [Архівовано 23 січня 2009 у Wayback Machine.] (рос.)
5. ↑  Афіша театру [Архівовано 3 травня 2007 у Wayback Machine.] на Вебсторінка театру [Архівовано 23 січня 2009 у Wayback Machine.] (рос.)